# Galepsus diversus
Galepsus diversus es una especie de mantis de la familia Tarachodidae.

## Distribución geográfica
Se encuentra en Kenia, Tanzania y en Uganda.